# 坎波菲洛内
坎波菲洛内（義大利語：Campofilone），是意大利费尔莫省的一个市镇。总面积12.11平方公里，人口1937人，人口密度160.0人/平方公里（2009年）。ISTAT代码为044009。